# Pogogyne serpylloides
Pogogyne serpylloides är en kransblommig växtart som först beskrevs av John Torrey, och fick sitt nu gällande namn av Asa Gray. Pogogyne serpylloides ingår i släktet Pogogyne och familjen kransblommiga växter. Inga underarter finns listade i Catalogue of Life.